# Marieleine Hoffet
Pour les articles homonymes, voir Hoffet.
Marieleine Hoffet, née Marie Madeleine Teutsch le 16 janvier 1905 à Mühlbach im Elsass (auj. Muhlbach-sur-Munster) et morte le 6 juin 1996 à Strasbourg, est une pasteure de l'Église réformée d'Alsace et de Lorraine. 
Femme engagée, c'est une pionnière dont la titularisation en 1969 marque une étape dans l'histoire des femmes au sein du protestantisme. Quoique diplômée en théologie, elle ne pouvait jusque là que seconder son mari pasteur, Frédéric Hoffet, ou d'autres ministres du culte, car l'Église réformée n'ouvrait la titularisation des femmes pasteures qu'aux célibataires. 
La femme politique alsacienne Catherine Trautmann la décrit comme une « féministe avant-gardiste », alors que, selon le sociologue des religions Jean-Paul Willaime, elle « conjugua sa lutte pour une reconnaissance pleine et entière du ministère pastoral des femmes avec un engagement féministe modéré ».

## Biographie

### Enfance et études
Marieleine Teutsch est née en 1905 à Muhlbach-sur-Munster en Alsace, alors territoire allemand. Son père Erwin Teutsch est pasteur, le père de celui-ci également. Son grand-père maternel, Jean Hoeffel, médecin et homme politique, est député au Reichstag. 
Selon elle, la tradition familiale pastorale s'inscrivait dans le courant piétiste allemand (Spener, Francke), elle met l'accent « sur la piété individuelle et sur un activisme agressif, fortement teintés de sentimentalisme ».
À l'âge de 18 ans elle est saisie de l'intime conviction qu'elle sera pasteure — alors que ce projet s'annonce comme totalement irréalisable pour une femme à ce moment-là — et en 1925 elle commence des études de théologie à l’université de Strasbourg en même temps que deux autres pionnières. Son père n'est pas favorable à l’idée d’une femme pasteure, mais son grand-père Jean Hoeffel la soutient en finançant ses études. Elle effectue sa quatrième et dernière année à Édimbourg en Écosse.

### Union avec Frédéric Hoffet
À la faculté de théologie protestante de Strasbourg, elle rencontre Frédéric Hoffet et l’épouse le 16 mai 1931 au temple Saint-Étienne de Mulhouse. Alors que Marieleine a ressenti une véritable vocation, son mari s'est engagé dans cette voie sur l'insistance de son père, le pasteur Charles Frédéric Hoffet (1860-1928).
Lui est nommé à Altkirch, à 30 km au sud de Mulhouse, et c'est ensemble qu'ils assurent pendant dix ans la desserte de la paroisse et des environs jusqu'à la frontière suisse. Frédéric Hoffet est le pasteur titulaire, mais très rapidement Marieleine le remplace dans de nombreuses activités. Après avoir passé son permis de conduire, elle va animer des cultes, des études bibliques, des écoles du dimanche dans les villages de cette grande paroisse très dispersée.
Leur premier enfant naît en mai 1934. Prénommé Jean-Louis, il meurt en bas âge, en septembre 1935. Le couple a ensuite deux filles, Françoise (1936) et Martine (1938).

### Les années de guerre
Au début de la guerre en 1940, la famille décide de quitter l’Alsace et se réfugie dans le sud de la France, à Cannes où naît un autre garçon, Jean-Louis, qui porte le même prénom que son aîné disparu. Cette pratique n'était pas exceptionnelle, mais Jean-Louis Hoffet, devenu pasteur à son tour, ne manque pas de s'interroger sur ce choix dans sa propre autobiographie.
Un an plus tard, Frédéric et Marieleine Hoffet s’installent à La Bourboule, près de Clermont-Ferrand. Marieleine assure là aussi de nombreuses activités paroissiales pendant que son mari reprend des études de droit — sa première vocation — à l’université de Strasbourg, alors repliée à Clermont-Ferrand.
À la fin de la guerre, le couple déménage à Baden-Baden où sont stationnées les forces françaises en Allemagne (FFA). Marieleine Hoffet, devenue aumônière militaire, participe à la réorganisation de l’église protestante allemande du pays de Bade, qui cherche à écarter les théologiens ayant soutenu le nazisme.
On lui confie également un poste dont personne ne voulait : l'aumônerie du camp de Schirmeck et de celui du Struthof, anciens camps de concentration allemands dont les installations sont réutilisées par les FFI pour interner les collaborateurs condamnés par les tribunaux français, principalement des Alsaciens germanophiles dénoncés par la population. À Schirmeck il y avait alors 600 prisonniers protestants (sur quelque 2 000 détenus) et au Struthof ils étaient 500 sur 3 000 à 3 500. Marieleine Hoffet fait de son mieux pendant deux ans pour prêcher l'Évangile et soutenir les prisonniers, notamment les femmes. Ces camps sont définitivement fermés en 1947.

### Action dans l'ombre
En 1947, Frédéric Hoffet étant désormais avocat à Strasbourg, la famille s’installe à Bischheim dans la banlieue strasbourgeoise. Marieleine Hoffet, sans être nommée, seconde le pasteur de Bischheim et assure régulièrement cultes et diverses activités paroissiales.
Puis pendant cinq ans, de 1949 à 1954, alors que la famille s'est installée au centre de Strasbourg, Marieleine Hoffet cesse toute activité professionnelle pour rester auprès de ses enfants et épauler Frédéric Hoffet dans sa carrière littéraire et la création de la revue Notre Europe, fondée en 1948 avec Geneviève Tabouis, au moment où le Conseil de l'Europe s'installe à Strasbourg.

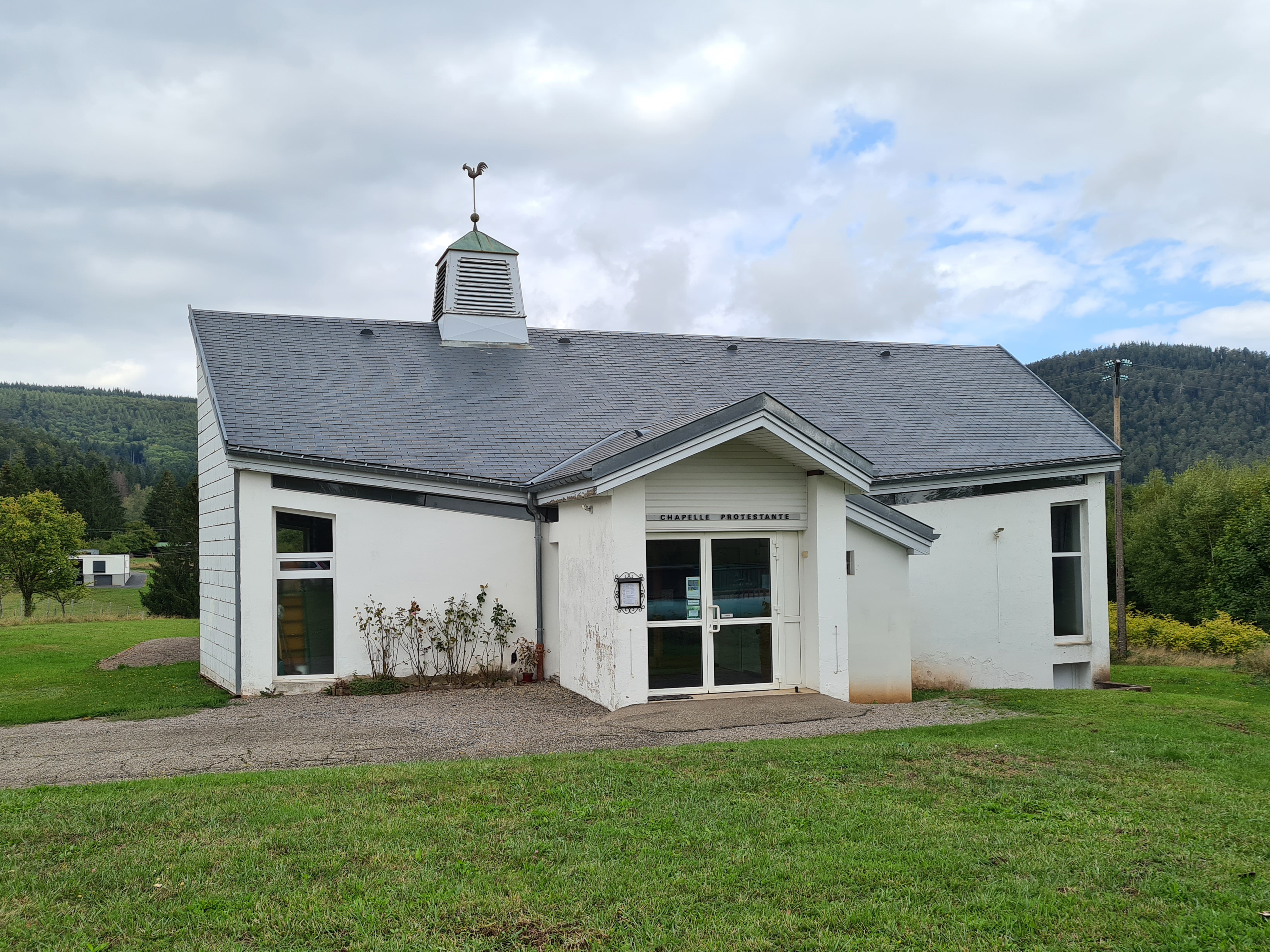
Chapelle protestante de Saales.

En 1954, elle obtient un poste de pasteur à l’Église réformée d’Alsace à la paroisse de Villé-Climont-Saales, en la desservant depuis Strasbourg. Elle cherche notamment à développer la communauté protestante de Bourg-Bruche-Saales. En effet, longtemps catholique, Saales ne disposait pas d'une église protestante. Lorsque des bénévoles édifient une chapelle sur un terrain offert par un paroissien, Marieleine Hoffet organise deux camps de travail pendant les étés 1958 et 1959 afin d'en construire les fondations.
Mais, pasteure auxiliaire, elle ne peut pas être titularisée, car le règlement de l’Église réformée d’Alsace précise que seules les femmes célibataires peuvent devenir pasteures titulaires, une possibilité qui avait pourtant été admise par le gouvernement Poincaré dès 1927.
En 1960 elle est nommée à Struth (Bas-Rhin), où elle restera pendant sept ans. Elle assure son travail depuis Strasbourg tout en logeant le week-end au presbytère de Struth.

### «Femmes responsables»
Parallèlement, elle commence à développer des groupes d'études bibliques destinés aux femmes. Au départ il s'agit de réfléchir ensemble à partir d'un texte de la bible. Marieleine Hoffet décrit ainsi l'évolution de cette démarche :

« Après plusieurs années nous nous découvrons responsables de nous-mêmes, de notre famille, de notre paroisse, de notre pays, beaucoup plus consciemment qu'autrefois. [...]
Nous ne voulons pas seulement écouter celui qui parle du haut de la chaire, ou en théologien inaccessible, mais voulons, sans complexe, pouvoir nous exprimer à l'écoute des autres et de Dieu [...].
Après l'« exégèse », nous débouchons toujours sur l'actualité. »

Ce mouvement ayant pris de l'ampleur — près d'une centaine de groupes s'étaient constitués en quelques années —, Marieleine Hoffet convainc la direction des deux Églises protestantes d’Alsace, luthérienne et réformée, de créer pour ces groupes un ministère spécialisé. Elle obtient le poste en 1966 et quitte la paroisse de Struth pour se consacrer à plein temps aux « Femmes responsables ».
En 1969, alors que son mari est souffrant — il meurt le 14 mai de la même année —, elle est enfin titularisée. En Alsace le ministère féminin d’une femme mariée est définitivement reconnu, dans l'ECAAL en 1968, puis dans l'ERAL en 1970. 
Elle prend sa retraite en 1974.

### Engagement politique
Elle s'engage également en politique, prend sa carte au Parti socialiste, soutient les candidatures de François Mitterrand.
Elle adhère à l'Union des femmes françaises (UFF), proche du Parti communiste (PCF). C’est dans ce cadre qu'avec un groupe de 20 femmes elle visite la Chine en 1977 et découvre le maoïsme.

### Dernières années
Au cours des cinq dernières années de sa vie, elle s'investit dans l’université populaire du troisième âge où elle prend et donne des cours.
Marieleine Hoffet est la grand-mère de sept petits-enfants ; l'une de ses petites-filles, devenue pasteure et épouse de pasteur, s'engage à son tour.
Elle meurt le 6 juin 1996 à la clinique de la Maison des Diaconesses de Strasbourg.

## Distinctions
- 6 mars 1982 :  Chevalier de la Légion d'honneur[27]

## Écrits
- Vérité d'abord : Lettres à des jeunes filles (préface du professeur Jean Monnier), Paris, Fischbacher, 1936, 141 p. (traduit en allemand en 1941, Buchhandlung der Evangelischen Gesellschaft)
- Marieleine Hoffet ou Les combats d’une femme-pasteur en Alsace : de 1905 à nos jours, Strasbourg, Oberlin, 1990, 99 p. (ISBN 2-85369-105-5) (autobiographie, textes rassemblés par Édith Rouverand)